# Cheikh Anta Diop
Pour les articles homonymes, voir Diop.
Cheikh Anta Diop, né le 29 décembre 1923 à Thieytou et mort le 7 février 1986 à Dakar, est un intellectuel sénégalais. Auteur d'ouvrages sur l'histoire et l'anthropologie, il a cherché à montrer l'apport de l'Afrique et en particulier de l'Afrique noire à la culture et à la civilisation mondiales.
Ses livres Nations nègres et culture (1955), puis Civilisation ou Barbarie (1981), affirment la primauté civilisationnelle africaine. Cheikh Anta Diop a été un précurseur dans sa volonté d'écrire l'histoire africaine précédant la colonisation. 
La plupart de ses théories, notamment celles concernant l'Égypte ancienne, sont démenties par la recherche moderne, bien qu'il trouve un lectorat auprès de la nouvelle culture afrocentriste.

## Biographie

### Famille et formation
Cheikh Anta Diop est né le 29 décembre 1923 à Thieytou, dans le département de Bambey, région de Diourbel (Sénégal). Sa famille est d'origine aristocratique wolof [réf. nécessaire]. À l'âge de 23 ans, il part pour Paris afin d'étudier la physique  et la chimie  mais se tourne aussi vers l'histoire et les sciences sociales. Il suit en particulier les cours de Gaston Bachelard et de Frédéric Joliot-Curie. Il adopte un point de vue spécifiquement opposé à celui de l'historiographie colonialiste de l'Afrique, qui considère les territoires africains sans histoire avant l'arrivée des européens.
En 1951, Diop prépare, sous la direction de Marcel Griaule, une thèse de doctorat à l'Université de Paris, dans laquelle il affirme que l'Égypte antique était peuplée d'Africains noirs, et que la langue et la culture égyptiennes se sont ensuite diffusées dans l'Afrique de l'Ouest. Il ne parvient pas dans un premier temps à réunir un jury mais, d'après Doué Gnonsoa, sa thèse rencontre un « grand écho » sous la forme d'un livre, Nations nègres et culture, publié en 1954. Il obtiendra finalement son doctorat en 1960. Diop met à profit sa formation pluridisciplinaire pour combiner plusieurs méthodes d'approche.

### Carrière universitaire
Lorsqu'il obtient son doctorat ès lettres en 1960, il revient au Sénégal enseigner comme maître de conférences à l'université de Dakar (depuis rebaptisée université Cheikh-Anta-Diop, UCAD),. Il y obtient en 1981 le titre de professeur. Il faut souligner qu'il fut un homme de bibliothèque et non de terrain ; en dehors des datations au radiocarbone qu'il pratiquait dans son laboratoire de l'IFAN à Dakar, fondé à l'instigation de Théodore Monod, il ne manipulait pas les outils du préhistorien ou du paléontologiste (fouille archéologique par exemple) et n'est, à ce titre, l'auteur d'aucune découverte originale. Toute sa réflexion s'appuyait sur son interprétation des trouvailles publiées dans la littérature, sur des textes et une iconographie connus de tous [réf. nécessaire]. Il y effectue des tests de mélanine sur des échantillons de peau de momies égyptiennes (technique sans aucune fiabilité scientifique), [réf. nécessaire] dont l'interprétation permettrait, selon Diop, de confirmer les récits des auteurs grecs anciens sur la mélanodermie des anciens Égyptiens.
Dans les années 1970, Diop participe au comité scientifique international qui dirige, dans le cadre de l'UNESCO, l'élaboration de l'Histoire générale de l'Afrique (HGA), un projet éditorial ambitieux qui compte huit volumes. Pour la rédaction de cet ouvrage, il participe en 1974 au Colloque international du Caire, où il confronte les méthodes et résultats de ses recherches avec ceux des principaux spécialistes mondiaux. Sa participation attendue déçoit l'assemblée, qui note dans le compte rendu que l'intervention n'a permis que de mettre en lumière le manque de recherches sérieuses sur l'histoire de l'Afrique. À la suite de ce colloque international, Diop rédige un chapitre sur « L'origine des anciens Égyptiens », et G. Mokhtar, professeur à l'université du Caire, rédige le chapitre sur « L'Égypte pharaonique ». À la suite du chapitre 1, est publié un compte-rendu des débats lors du colloque. Et il est précisé que « de nombreuses objections ont été faites aux propositions du professeur Diop ; elles révèlent l'étendue d'un désaccord qui est demeuré profond ». Si, pour le professeur en sciences sociales Jean Vercoutter, « l'Égypte était africaine dans son écriture, dans sa culture et dans sa manière de penser », la communauté scientifique reste néanmoins partagée sur la nature du peuplement de l'Égypte ancienne.

### Un intellectuel engagé
Par ailleurs, dès 1947, Diop s'est engagé politiquement en faveur de l'indépendance des pays africains et de la constitution d'un État fédéral en Afrique. « Jusqu'en 1960, il lutte pour l'indépendance de l'Afrique et du Sénégal et contribue à la politisation de nombreux intellectuels africains en France. Entre 1950 et 1953, il est secrétaire général des étudiants du Rassemblement démocratique africain (RDA) et dénonce très tôt, à travers un article paru dans La Voix de l'Afrique noire, l'Union française, qui, « quel que soit l'angle sous lequel on l'envisage, apparaît comme défavorable aux intérêts des Africains ». Poursuivant la lutte sur un plan plus culturel, il participe aux différents congrès des artistes et écrivains noirs et, en 1960, il publie ce qui va devenir sa plate-forme politique : Les fondements économiques et culturels d'un futur État fédéral en Afrique noire. »
Selon Doué Gnonsoa, Diop devient l'un des principaux instigateurs de la démocratisation du débat politique au Sénégal, [réf. nécessaire] où il anime l'opposition institutionnelle au régime de Léopold Sédar Senghor, à travers la création de partis politiques (le FNS en 1961, le RND en 1976), d'un journal d'opposition (Siggi, renommé par la suite Taxaw) et d'un syndicat de paysans. Sa confrontation, au Sénégal, avec le chantre de la négritude serait l'un des épisodes intellectuels et politiques les plus marquants de l'histoire contemporaine de l'Afrique noire.

### Un des pères de l'afrocentrisme
Cheikh Anta Diop meurt dans son sommeil à Dakar, le 7 février 1986. Avec Théophile Obenga et Asante Kete Molefe, il est considéré comme l'un des inspirateurs du courant épistémologique de l'afrocentricité. En 1966, lors du premier Festival mondial des arts nègres de Dakar, Diop a été distingué comme « l'auteur africain qui a exercé le plus d'influence sur le XXe siècle ».

## Théorie historiographique
Les livres de Cheikh Anta Diop affirment la primauté civilisationnelle africaine, les noirs étant la « race originelle » à l’origine de la genèse de la civilisation égyptienne durant la préhistoire. L’Égypte, berceau de la science et de la philosophie, aurait même colonisé la Grèce.
Cheikh Anta Diop a rassemblé les résultats de ses travaux dans le dernier ouvrage qu'il ait publié avant son décès, intitulé Civilisation ou barbarie, anthropologie sans complaisance, où il expose sa théorie historiographique, tout en tentant de répondre aux principales critiques que son œuvre a suscitées chez les historiens et ceux qu'il qualifie « d'égyptologues de mauvaise foi ».

### Antériorité des civilisations nègres
Selon l'ouvrage de Diop Antériorité des civilisations nègres : mythe ou vérité historique ?, l'Homme (Homo sapiens) est apparu sous les latitudes tropicales de l'Afrique, dans la région des Grands Lacs. Diop pose que les premiers Homo sapiens devaient être probablement de phénotype noir, parce que, selon la règle de Gloger, les êtres vivants originaires des latitudes tropicales sécrètent plus de mélanine dans leur épiderme, afin de se protéger des rayonnements solaires. Ce qui leur confère une carnation aux nuances les plus sombres (ou les moins claires). Pour lui, pendant des millénaires, il n’y a eu d'hommes sur terre que des « Nègres », nulle part ailleurs dans le monde qu'en Afrique, où les plus anciens ossements d'hommes « modernes » découverts ont plus de 150 000 ans ; tandis qu'ailleurs, les plus vieux fossiles humains (ex. Proche-Orient) ont environ 100 000 ans. L'origine africaine de l'ensemble de l'humanité fait l'unanimité au sein de la communauté scientifique,. Si l'Afrique est le « berceau de l'humanité », alors, selon Diop, les plus anciens phénomènes civilisationnels ont dû nécessairement avoir eu lieu sur ce continent.
Selon Diop, Homo sapiens aurait suivi, dans les premiers temps, la disponibilité naturelle des ressources alimentaires (animales et végétales) au gré des conjonctures climatiques et aurait emprunté les voies naturelles de sortie de l'Afrique (Sicile, Italie du Sud, isthme de Suez, détroit de Gibraltar). Selon Diop, y participe l'invention de la navigation, permettant de traverser de vastes étendues aquatiques.

### L'Égypte comme une civilisation négro-africaine
L'égyptologie « afrocentrée » est un domaine de recherche initié par Cheikh Anta Diop, où l'on étudie la civilisation de l'Égypte ancienne en partant du postulat qu'elle est une civilisation négro-africaine. En effet, selon Diop, la civilisation égyptienne serait une civilisation « nègre » et constituerait le berceau des cultures africaines subsahariennes. Diop argumente le bien-fondé de sa position essentiellement par une série de considérations relatives à des analogies qu'il établit entre des cultures subsahariennes et celle de l’Égypte antique en termes de couleur de peau, de religion, de proximité linguistique, de système matrimonial, d'organisation sociale, etc. Pour lui, les populations africaines subsahariennes auraient comme ancêtres directs les anciens Égyptiens, dont une partie aurait migré vers l'Afrique de l'Ouest notamment.

#### Par ses habitants

##### Auteurs anciens
Diop rapporte que selon Hérodote, Aristote, Strabon et Diodore de Sicile, les Égyptiens avaient la peau « noire et les cheveux crépus ». La citation précise tirée du Livre II, de l'Histoire d'Hérodote est la suivante :
« Φαίνονται μὲν γὰρ ἐόντες οἱ Κόλχοι Αἰγύπτιοι, νοήσας δὲ πρότερον αὐτὸς ἢ ἀκούσας ἄλλων λέγω. Ὡς δέ μοι ἐν φροντίδι ἐγένετο, εἰρόμην ἀμφοτέρους, καὶ μᾶλλον οἱ Κόλχοι ἐμεμνέατο τῶν Αἰγυπτίων ἢ οἱ Αἰγύπτιοι τῶν Κόλχων· Νομίζειν δ᾽ ἔφασαν οἱ Αἰγύπτιοι τῆς Σεσώστριος στρατιῆς εἶναι τοὺς Κόλχους. Αὐτὸς δὲ εἴκασα τῇδε, καὶ ὅτι μελάγχροες εἰσὶ καὶ οὐλότριχες. Καὶ τοῦτο μὲν ἐς οὐδὲν ἀνήκει· εἰσὶ γὰρ καὶ ἕτεροι τοιοῦτοι· ἀλλὰ τοῖσιδε καὶ μᾶλλον, ὅτι μοῦνοι πάντων ἀνθρώπων Κόλχοι καὶ Αἰγύπτιοι καὶ Αἰθίοπες περιτάμνονται ἀπ᾽ ἀρχῆς τὰ αἰδοῖα. » 
« Quoi qu'il en soit, il paraît que les Colchidiens sont Égyptiens d'origine, et je l'avais présumé avant que d'en avoir entendu parler à d'autres ; mais, comme j'étais curieux de m'en instruire, j'interrogeai ces deux peuples : les Colchidiens se ressouvenaient beaucoup mieux des Égyptiens, que ceux-ci ne se ressouvenaient des Colchidiens. Les Égyptiens pensent que ces peuples sont des descendants d'une partie des troupes de Sésostris. Je le conjecturai aussi sur deux indices : le premier, c'est qu'ils ont la peau brune et qu'ils ont les cheveux crépus, preuve assez équivoque, puisqu'ils ont cela de commun avec d'autres peuples ; le second, et le principal, c'est que les Colchidiens, les Égyptiens et les Éthiopiens sont les seuls hommes qui se fassent circoncire de temps immémorial. » 
Il[Qui ?] signale également l'opinion du comte de Volney, pour qui :
« [les Coptes] ont le visage bouffi, l'œil gonflé, le nez écrasé, la lèvre grosse ; en un mot, un vrai visage de Mulâtre. J'étais [c'est évidemment Volney qui parle à la 1re personne] tenté de l'attribuer au climat, lorsque ayant été visiter le Sphinx, son aspect me donna le mot de l'énigme. En voyant cette tête caractérisée Nègre dans tous ses traits [il s'agit bien sûr de la tête du Sphinx, tête qui est à l'effigie d'un pharaon de l'Ancien Empire], je me rappelai ce passage remarquable d'Hérodote, où il dit : Pour moi, j'estime que les Colches sont une colonie des Égyptiens, parce que, comme eux, ils ont la peau noire et les cheveux crépus : c'est-à-dire que les anciens Égyptiens étaient de vrais Nègres de l'espèce de tous les naturels d'Afrique ; et dès lors, on explique comment leur sang, allié depuis plusieurs siècles à celui des Romains et des Grecs, a dû perdre l'intensité de sa première couleur, en conservant cependant l'empreinte de son moule originel. »
D'autres auteurs, comme Mubabinge Bilolo[Qui ?], ont repris et développé cet argument.

##### Kemet
Selon Cheikh Anta Diop, par l'expression Kemet, les Égyptiens se seraient désignés dans leur propre langue comme un peuple de « Nègres ».
À l'appui de sa thèse, il invoque une graphie « insolite » de km.t montrant un homme et une femme assis, graphie traduite par « les Égyptiens », mais que l'égyptologue afrocentrique Alain Anselin traduit comme « une collectivité d'hommes et de femmes noirs ». On n'en connaît qu'une seule occurrence, dans un texte littéraire du Moyen Empire.
En égyptien ancien, Kemet s'écrit avec comme racine le mot km, « noir », dont Diop pense qu'il est à l'origine étymologique de « la racine biblique kam ». Pour lui, les traditions juive et arabe classent généralement l'Égypte comme un des pays de Noirs. En outre, selon Diop, le morphème km a proliféré dans de nombreuses langues négro-africaines où il a conservé le même sens de « noir, être noir » ; notamment dans sa langue maternelle, le wolof, où khem signifie « noir, charbonner par excès de cuisson », ou en pulaar, où kembu signifie « charbon ».
Selon la plupart des égyptologues non afro-centristes, si l'Égypte était appelée le « pays noir » à l'époque pharaonique, c'était en référence à la bande de terre rendue fertile par le limon noir déposé par la crue annuelle du Nil, artère vitale de la civilisation de l'Égypte antique. Ils rappellent également que les Égyptiens n'utilisaient pas la couleur noire ou brune pour représenter la couleur de leur peau, ce qu'ils faisaient parfois pour représenter d'autres peuples qu'eux-mêmes, comme les Nubiens.

##### Tests de mélanine
Selon Cheikh Anta Diop, les procédés égyptiens de momification ne détruisent pas l'épiderme au point de rendre impraticables les différents tests de la mélanine permettant de connaître leur pigmentation.[réf. nécessaire] Au contraire, eu égard à la fiabilité de tels tests, il s'étonne qu'ils n'aient pas été généralisés sur les momies disponibles. Sur des échantillons de peau de momie égyptienne « prélevés au laboratoire d'anthropologie physique du musée de l'Homme à Paris », Cheikh Anta Diop a réalisé des coupes minces, dont l'observation microscopique à la lumière ultraviolette lui fait « classer indubitablement les anciens Égyptiens parmi les Noirs »
En 2017, les scientifiques sont parvenus à faire parler de l’ADN prélevé sur des momies en Égypte. Il révèle des liens étroits avec les habitants du Proche-Orient de l’époque, plus qu’avec ceux de l’Afrique subsaharienne. Ce qui confirme les doutes des scientifiques de l'époque sur les thèses et les recherches de Diop.

#### Par sa langue
L'argument linguistique de Diop comporte deux volets. D'une part, il essaie de prouver que l'égyptien ancien n'appartient pas à la famille afro-asiatique. D'autre part, il tente d'établir positivement la parenté génétique de l'égyptien ancien avec les langues négro-africaines contemporaines.
Ainsi, d'après Diop et Obenga, les langues négro-africaines contemporaines et l'égyptien ancien ont un ancêtre linguistique commun, dont la matrice théorique (ou « ancêtre commun prédialectal ») aurait été reconstituée par Obenga, qui l'a baptisée « négro-égyptien ».
La langue maternelle de Cheikh Anta Diop est le wolof, et il apprend l'égyptien ancien lors de ses études d'égyptologie, ce qui, selon Diop, lui aurait permis de voir concrètement qu'il y avait des similitudes entre les deux langues. Il a donc tenté de vérifier si ces similitudes étaient fortuites, empruntées ou filiales.
Diop observe une « loi de correspondance » entre n en égyptien et l en wolof. Il observe également que, en présence d'un morphème ayant une structure nd en égyptien, on rencontre généralement un morphème équivalent en wolof de structure ld. Le spécialiste de la linguistique historique Ferdinand de Saussure a établi que ce type de correspondances régulières n'est presque jamais fortuit en linguistique, et que cela a force de « loi » phonologique, dite sound law.
Pour Diop, la structure consonantique du mot égyptien (nd) est la même que celle du mot wolof (ld), sachant que souvent les voyelles ne sont pas graphiées en égyptien, même si elles sont prononcées. Cela veut dire, selon lui, que, là où l'on note a pour l'égyptien, il est possible de rencontrer une tout autre voyelle dans le morphème wolof équivalent. Dans ce cas la correspondance ne serait approximative qu'en apparence, car c'est la phonétisation (la prononciation) de l'égyptien selon les règles de prononciation sémitiques qui serait erronée. Bien entendu, une telle loi ne se déduit pas de deux ou trois exemples, elle suppose l'établissement de séries lexicales exhaustives, ce qu'on ne retrouve pas dans les ouvrages dédiés de Diop. La méthodologie de comparaison de Diop est rejetée par des linguistes modernes, comme Russell Schuh.

#### Par la culture spirituelle

##### Cosmogonie
Selon Cheikh Anta Diop, la comparaison des cosmogonies égyptiennes avec les cosmogonies africaines contemporaines (Dogon, Ashanti, Agni, Yoruba, etc.) montre une similitude radicale qui témoigne selon lui d'une commune parenté culturelle. Il avance une similitude du Dieu-Serpent dogon et du Dieu-Serpent égyptien, ou encore celle du Dieu-Chacal dogon incestueux et du Dieu-Chacal égyptien incestueux. L'auteur invoque également les isomorphies Noun/Nommo, Amon/Ama ; de même que la similitude des fêtes des semailles et autres pratiques cultuelles agraire ou cycliques.

##### Totémisme
Le totem est généralement un animal considéré comme une incarnation de l'ancêtre primordial d'un clan. À ce titre, ledit animal (ou parfois un végétal) fait l'objet de tabous qui déterminent des attitudes cultuelles spécifiques au clan, qu'on désigne par le terme de totémisme. Selon Diop, cette institution et les pratiques cultuelles afférentes sont attestées en Égypte tout comme dans les autres cultures « négro-africaines ».

##### Circoncision et excision
Selon Diop, les Égyptiens pratiquaient la circoncision dès la période prédynastique. Se fondant sur un témoignage d'Hérodote dans Euterpe, il pense que cette institution se serait diffusée aux populations sémitiques depuis l'Égypte. Elle est attestée dans d'autres cultures « négro-africaines », notamment chez les Dogons où elle est le pendant de l'excision. Ainsi, pour Diop, circoncision et excision sont des institutions duelles de sexuation sociale ; celles-ci résulteraient des mythes cosmogoniques de l'androgynie originelle de la vie, en particulier de l'humanité (il cite l'exemple de l'androgynie d'Amon-Râ).

#### Par sa sociologie

##### Royauté sacrée
Selon Josep Cervello Autuori, la royauté égyptienne emporte une dimension sacerdotale comme ailleurs en Afrique noire. Mais, selon Diop, un trait encore plus singulier commun aux souverains traditionnels africains consiste en « la mise à mort rituelle du roi ». 
Cette pratique serait attestée, notamment chez les Yorouba, Haoussa, Dagomba, Tchambas, Djoukons, Igara, Songhoy, Shillouks. Selon Diop, les Égyptiens auraient également pratiqué le régicide rituel, qui serait devenu progressivement symbolique, à travers la fête-Sed, un rite de revitalisation de la royauté.

##### Matriarcat
Pour Diop, le matriarcat est au fondement de l'organisation sociale « négro-africaine ». Aussi serait-il attesté comme tel en Égypte ancienne : aussi bien à travers le matronymat que par la distribution matrilinéaire des pouvoirs publics.

##### Stratification sociale
Selon Diop, la société égyptienne ancienne était structurée hiérarchiquement de la même façon que les autres sociétés « négro-africaines » anciennes. Du bas de l'échelle socioprofessionnelle en montant, la stratification sociale se composerait de :
- paysans,
- ouvriers spécialisés, appelés « castes » en Afrique de l'Ouest,
- guerriers, prêtres, fonctionnaires,
- Roi sacré, appelé « Pharaon » en égyptologie.

#### Par sa culture matérielle
Les plus vieux ustensiles et techniques de chasse, pêche, agriculture attestés en Égypte sont similaires à ceux connus dans les autres régions de l'Afrique. De même que les différentes coiffures et leurs significations, les cannes et sceptres royaux[réf. nécessaire]. Les travaux d'Aboubacry Moussa Lam sont particulièrement décisifs pour ce champ de la recherche ouvert par Diop.
L'ensemble des différents types d'arguments que les afrocentristes invoquent mobilise diverses disciplines scientifiques, et constitue d'après eux un « faisceau de preuves », c'est-à-dire un système argumentaire global, ayant sa propre cohérence interne qui l'établit comme un paradigme épistémologique autonome.
Toutefois, la préoccupation de Diop consiste moins à innover en matière d'historiographie de l'Afrique, qu'à connaître profondément l'histoire de l'Afrique en vue d'en tirer les enseignements utiles pour agir efficacement sur son avenir. Il ne s'agit pas davantage de s'enorgueillir puérilement de quelque passé glorieux, mais de bien connaître d'où l'on vient pour mieux comprendre où l'on va. D'où sa prospective politique dans Les fondements culturels, techniques et industriels d'un futur État fédéral d'Afrique noire (Présence africaine, 1960) ; et son implication concrète dans la compétition politique au Sénégal, son pays natal.

## Laboratoire de radiocarbone de l'IFAN
C'est en 1961 que Cheikh Anta Diop entreprend de créer un laboratoire de datation par le carbone 14 (radiocarbone) à l'IFAN de Dakar qui, à l'époque, est sous la direction de Théodore Monod,.

## Postérité de ses travaux

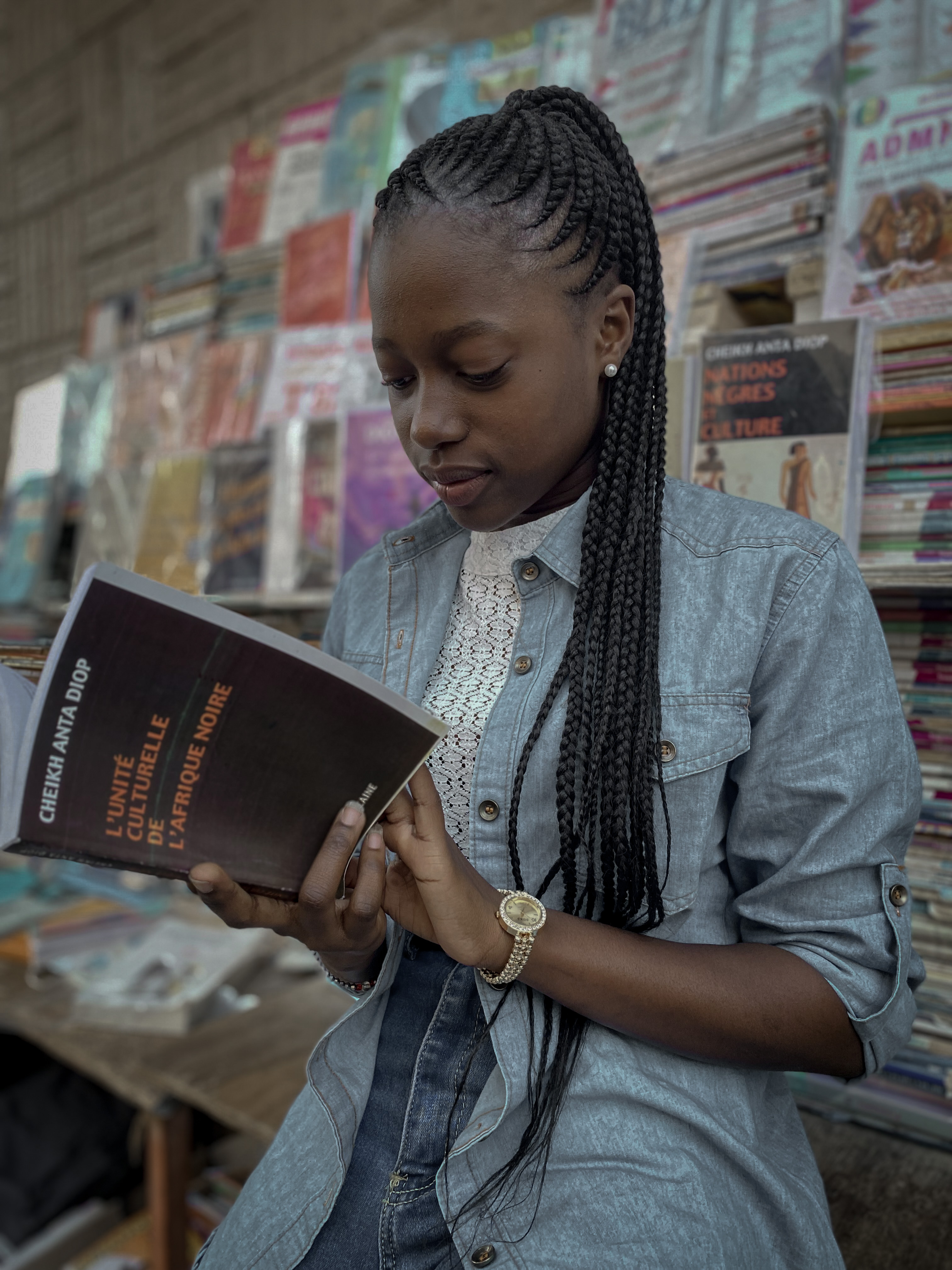
Étudiante lisant L'unité culturelle de l'Afrique noire, en 2021.

Nombre d'auteurs,,, restent partagés sur certaines de ses conclusions. Certains chercheurs africanistes[Qui ?] contestent l'insistance de Diop sur l'unité culturelle de l'Afrique noire. D'autres estiment que son approche pluridisciplinaire l'amène à des rapprochements sommaires dans certains domaines comme la linguistique, ou que ses thèses entrent en contradiction avec les enseignements académiques de l'archéologie et de l'histoire de l'Afrique et en particulier de l'Égypte. Ses travaux ne sont pas considérés comme une source fiable par une partie des historiens actuels qui affirment qu'ils ne suscitent l'intérêt que sur le plan de l'historiographie de l'Afrique et non sur celui de la connaissance de son passé. D'ailleurs, pour l'égyptologue professeur au Collège de France Jean Yoyotte, « Cheik Anta Diop était un imposteur. Un égyptologue incapable de lire le moindre hiéroglyphe », affirmations que conteste un autre égyptologue, Alain Anselin.
Diop lui-même, dans l'avant-propos de Nations nègres et culture, ne fait pas mystère de sa difficulté à faire preuve de rigueur face à l'immensité de la tâche à laquelle il s'était attelé :
« L'ensemble du travail [sa thèse et le livre qui en découle] n'est qu'une esquisse où manquent toutes les perfections de détail. Il était humainement impossible à un seul individu de les y apporter : ce ne pourra être que le travail de plusieurs générations africaines. Nous en sommes conscients et notre besoin de rigueur en souffre [...]. »
Pour Mubabinge Bilolo, les rapprochements sommaires ne constituent pas un point négatif, car pour lui Diop est un pionnier qui a ouvert des perspectives, tracé des pistes de recherche et laissé une série de tâches pour les futures générations.
Selon Théophile Obenga, jusqu'à la première moitié du XXe siècle, la perspective historiographique de Diop est aux antipodes de ce qui est communément diffusé depuis Hegel, Hume, Kant, Rousseau, Hobbes, Marx, Weber, Renan, etc., en sorte que son Nations nègres et culture serait le premier ouvrage de cette envergure à étudier l'histoire de l'Afrique antérieure aux traites négrières arabe et européenne, dans les temps les plus anciens. Toujours selon Obenga, Diop introduit une profondeur diachronique qu'il n'y avait pas ; à la différence radicale des travaux ethnologiques ou anthropologiques généralement anhistoriques.
Lui-même et d'autres[réf. nécessaire] s'inspirent de la « linguistique historique africaine » initiée par Diop[réf. nécessaire]. Il la généralise à de nombreuses autres langues négro-africaines, [réf. nécessaire] notamment le mbochi, [réf. nécessaire] sa langue maternelle. Oum Ndigi a réalisé des études similaires sur le basa. Aboubacry Moussa Lam a travaillé dans ce sens pour le peul. Alain Anselin a relevé de nombreuses similitudes régulières en ce qui concerne la « grammaire du verbe, du geste et du corps en égyptien ancien et dans les langues négro-africaines modernes ». Ainsi, toute une école de linguistique historique africaine est née de ces recherches, dont les auteurs et la publication sont désormais conséquents. Obenga a renommé « négro-égyptien » la théorie générale de cette linguistique historique africaine.
« Le livre le plus audacieux qu'un nègre ait jamais écrit », en a dit Aimé Césaire dans son Discours sur le colonialisme.
Les comparaisons de Diop entre l'institution de Pharaon et, entre autres, celle du Damel de Cayor ou du Mogho Naba du Mossi ont suscité d'autres recherches, notamment par Alain Anselin, mais également Cervello Autuori. Selon ce dernier auteur, l'institution politique dite de « la royauté sacrée » (E. E. Evans-Pritchard, Luc de Heusch, Michel Izard) serait attestée en Égypte comme ailleurs en Afrique ; de même que la pratique ancestrale du régicide rituel. Le Pharaon, le Mansah, le Mwene ou le Mogho Naba sont des institutions structuralement analogues : sacerdotales et en même temps politiques. Elles se distinguent radicalement du « Roi ».
Les travaux de Diop dans ce domaine ont notamment inspiré l'ouvrage intitulé Conception bantu de l'autorité, suivie de Baluba : Bumfumu ne BuLongolodi (Publications universitaires africaines, Munich/Kinshasa, 1994) des auteurs Kabongu Kanundowi et Bilolo Mubabinge.

## Critique de ses travaux
Ses thèses restent aujourd'hui controversées,,,, en particulier au sujet de l'Égypte antique (y compris de la race de sa première population) et de l'origine de la langue wolof.
Par ses travaux, Cheikh Anta Diop a levé la tutelle idéologique et culturelle occidentale qui pesait alors sur l'Afrique. Dans ce contexte, les débats autour de Cheikh Anta Diop prennent souvent une forte tournure idéologique et identitaire. Il n'est pas rare que les partisans de Cheikh Anta Diop perçoivent les critiques envers ses travaux comme étant a priori de mauvaise foi, voire le fruit d'un complot : ainsi, l'égyptologue Bénédicte Lhoyer dit avoir été souvent confrontée à des militants africanistes, se réclamant des thèses de Diop, qui niaient tout élément non négro-africain dans la culture égyptienne antique et présentaient comme « un mensonge total » les faits en sens contraire.
Pour Charles Vanthournout, les essais de Cheikh Anta Diop s’inscrivent dans le cadre « d’un mythe moderne né en réaction aux visions européocentristes liées aux siècles de traites négrières et de domination coloniale », dont ils seraient l’apogée.

### Une historiographie diffusioniste
Cheikh Anta Diop défend une historiographie diffusioniste, où la civilisation se transmet de main à main comme un flambeau, du « berceau » nilotique à l'Afrique de l'Ouest (Nubie, Égypte antique, Ghana, Empire mandingue). Pour Diop, il n'y a pas de civilisation sans État-nation, sans Empire, sans pouvoir centralisé, sans puissance militaire. La notion évolutionniste de convergence vers la même innovation depuis des foyers multiples et indépendants est absente, étant donné que l'Égypte antique serait la source unique de la civilisation d'où cette dernière diffuserait. En ce sens, la pensée de Diop répond de façon antagoniste et mimétique aux conceptions essentialistes de l'archéologie historico-culturelle (de) qui, sur la base d'une parenté linguistique entre les langues indo-européennes supposait un peuple originel, les Aryens, d'où procédait la civilisation. Thèse dont on connait la funeste interprétation par Arthur de Gobineau et sa postérité dans le champ politique. L'œuvre de Cheikh Anta Diop connaît, elle aussi, une dérive raciste et antisémite. Elle reste, immuablement, dans le cadre d'un nationalisme culturel à base raciale qui n'est pas transcendé politiquement en un suprémacisme et qui n'est qu'un mimétisme de l'eurocentrisme. Dans l'épistémologie diopienne, la civilisation est négro-égyptienne, d'abord, puis elle diffuse dans toute l'Afrique et en Europe. D'une certaine manière, la civilisation grecque antique est donc selon lui une culture noire par emprunt. L'ensemble des autres histoires culturelles africaines est effacé et réduit à l'Égypte. L'Égypte antique négro-africaine rayonne et tout provient d'elle. Par ailleurs, les emprunts culturels et technologiques de l'Égypte antique à la Mésopotamie ou d'autres civilisations voisines, notamment en astrologie, sont ignorés. Ce qui est logique dans la pensée de Diop étant donné que la civilisation égyptienne, comme civilisation Nègre, est la base de l'ensemble de toute la civilisation.

### Un racialisme essentialiste dépassé par les avancées de la génétique contemporaine
Les travaux de Cheikh Anta Diop conduisent à se focaliser sur la couleur de peau, pourtant inhomogène dans l'espace et le temps, pour établir des liens entre l'Égypte et le reste de l'Afrique, ce qui constitue un point commun extrêmement superficiel tendant à nier la diversité des différentes cultures africaines.
Sont également critiqués les tests menés par Cheikh Anta Diop relatifs à la pigmentation de l'épiderme des pharaons, qui selon lui prouveraient qu'ils étaient « Noirs ». En effet, une étude menée sur la momie de Ramsès II, par le musée de l'Homme à Paris en 1976, a conclu que le pharaon était un « leucoderme, de type méditerranéen proche de celui des Amazighes africains, ». En particulier la part de génome sub-saharien dans le génome des Egyptiens actuels aurait augmenté ces derniers siècles depuis la conquête arabe et non l'inverse comme le suggérait Cheikh Anta Diop,.
Une étude de 2003 fondée sur les haplotypes du chromosome Y d'Égyptiens actuels montre que la distribution de l'haplotype IV, caractéristique des populations subsahariennes, suit un gradient qui augmente en direction du sud. Cet haplotype est minoritaire du nord de l'Égypte jusqu'à Assouan. Il est majoritaire (39 % des individus testés), mais pas exclusif, à Abou Simbel.
Les techniques génétiques actuelles, qui n'existaient pas à l'époque de Diop, ne confirment pas l'hypothèse d'une Égypte ancienne exclusivement noire.
Enfin en 2017, l'analyse génétique réalisée par Schuenemann et al. sur 151 momies datant de 1300 av. J.-C. démontre que ces Égyptiens anciens partageaient plus d'ascendance avec les populations proche-orientales que les Égyptiens d'aujourd'hui, qui ont reçu un mélange subsaharien supplémentaire à partir de l'époque post-romaine.

### Des études linguistiques contestées
Pour Cheikh Anta Diop, l'Afrique présente une unité culturelle et linguistique qui s'explique par son passé égyptien. Il a notamment soutenu que le wolof et l'égyptien ancien auraient de grandes similarités.
Bien que démonstration ait été faite avant les travaux de Diop que l'égyptien n'appartient pas au groupe sémitique des langues afroasiatiques[réf. nécessaire], il n'en résulte pas nécessairement que l'égyptien ancien n'appartient pas au phylum afroasiatique. Le linguiste et historien Christopher Ehret a par ailleurs proposé une nouvelle analyse de la famille des langues afroasiatiques. Dans sa reconstruction, l'hypothétique langue mère des langues afro-asiatiques, qu'il rebaptise afrasien, a une origine africaine située au niveau des monts de la mer rouge (actuelles Érythrée et Éthiopie). L'afrasien, qui remonterait à 18 000 ans avant nos jours selon Ehret, s'est ensuite ramifié avec le temps en différentes langues et groupes de langues dont l'égyptien, le couchitique, le tchadique, l'omotique, les langues sémitiques (dont l'arabe et l'hébreu) et le berbère. Si l'on reprend de manière anachronique la façon d'analyser les différences de couleur de peau humaine faite par Cheikh Anta Diop, le groupe de langues dérivant de l'afrasien proposé par Ehret en 1995 comprend des locuteurs qui sont actuellement mélanodermes et leucodermes. Dit plus simplement, il y a des Noirs et des Blancs dans ce groupe. Par ailleurs, l'égyptien ancien a donc bien une origine africaine suivant cette théorie mais il ne fait pas partie du phylum Niger-Congo auquel appartient le wolof, les langues bantoues, etc. L'appartenance a des phyla distincts suppose des différences structurales importantes entre les langues et une méthode scientifique échoue, ici, à trouver une parenté proche entre le wolof et l'égyptien ancien. Le linguiste comparatiste Antonio Loprieno, relève les caractéristiques communes à l'égyptien et aux autres langues afroasiatiques : entre autres la présence de racines bi- et trilitères, constantes dans les thèmes verbaux et nominaux qui en dérivent ; la fréquence de consonnes glottales et laryngales, la plus caractéristique étant l'occlusive laryngale ˁayn ; le suffixe féminin * -at ; le préfixe nominal m- ; le suffixe adjectival –i (le nisba arabe). À la Conférence internationale de Toulouse (septembre 2005), Alain Anselin, quant à lui, « a délivré une communication portant sur les noms de nombres en égyptien ancien où il considère deux courants d'influence, l'un tchado-égyptien, l'autre égypto-sémitique ». La parenté génétique de l'égyptien ancien avec les langues négro-africaines contemporaines est pareillement contestée par certains philologues et lexicologues. Ainsi, Henry Tourneux, spécialiste des langues africaines (mbara, fulfulde, munjuk, kotoko…) et membre de l'unité mixte de recherche Langage, langues et cultures d'Afrique (CNRS), observe que « la coïncidence de trois langues non contiguës » ne garantit pas « le caractère commun, « négro-égyptien », d'un mot » : en effet, il ne suffit pas qu'un fait linguistique soit attesté dans deux langues non contiguës du « négro-africain » contemporain (la troisième langue étant l'égyptien ancien ou le copte) ni que les champs sémantiques soient identiques pour que l'on ait la preuve que le fait linguistique en question relève d'une hypothétique matrice « négro-égyptienne ». La méthodologie scientifique contemporaine requiert l'observation de séries de cognats ainsi que des changements phonétiques réguliers sur des centaines de mots pour définir une parenté entre langues. Une méthode qui ne prend pas en compte des séries de régularité phonétiques, phonologiques, morphologiques et syntaxiques mais des ressemblances de surface, plus ou moins nombreuses, est condamnée à reproduire les fâcheux égarements que l'on peut lire dans la bibliothèque coloniale. Ainsi, les Gallas, peuple de langue couchitique de la Corne de l'Afrique se voyait attribué en 1901, « scientifiquement » mais avec une volonté d'appropriation (ou réappropriation grâce à cette théorie) territoriale par la France, une origine gauloise du fait de la ressemblance phonétique entre les ethnonymes.
Les critiques d'Henry Tourneux ont fait l'objet d'une réponse circonstanciée de Théophile Obenga dans Le sens de la lutte contre l'africanisme eurocentriste, où il estime que son contradicteur n'est pas compétent en matière de linguistique historique comparative, ni même spécialiste de la langue égyptienne. En effet, Henry Tourneux est « spécialiste des langues tchadiques et de la lexicographie peule ». Tourneux évoquait d'ailleurs antérieurement le même problème à propos d'Obenga, à qui il serait humainement difficile d'être un spécialiste des quelque 2 000 langues qui sont parlées en Afrique.

« On ne peut reprocher à Th. Obenga de ne pas être spécialiste de toutes les familles ou sousfamilles qu’il brasse dans son ouvrage ; on peut lui reprocher, par contre, de ne pas s’en remettre aux spécialistes reconnus pour les domaines qui lui échappent. »

Par ailleurs, d'après Obenga, aucun linguiste spécialiste de linguistique historique n'a encore contesté ses travaux ni ceux de Diop, particulièrement en ce qui concerne la régularité des propriétés communes aux langues négro-africaines, au copte et à l'égyptien ancien. Or, toujours selon Théophile Obenga, c'est très précisément cette régularité, faisant force de loi linguistique, qui fonde sa théorie générale du « négro-égyptien » : des similitudes éparses, irrégulières entre les langues ou groupes de langues comparées pouvant relever ou bien de coïncidences ou — plus sûrement en l'espèce du paradigme afroasiatique — d'emprunts réciproques de langues dont les locuteurs sont géographiquement mitoyens depuis des millénaires. Pour Obenga, le fait même que les langues africaines modernes ne soient pas contemporaines de l'égyptien ancien, et que beaucoup de ces langues soient attestées à des milliers de kilomètres de l'Égypte, serait un argument favorable à sa théorie linguistique du « négro-égyptien ». Toutefois les théories linguistiques d’Obenga ne sont pas reconnues par les enquêtes linguistiques actuellement en cours,, on leur a reproché leur manque de sérieux, et leur instrumentalisation politique.
Lors d'un colloque international organisé à Dakar du 26 février au 2 mars 1996 à l'occasion du dixième anniversaire de la mort de Cheikh Anta Diop, l'anthropologue Alain Froment fit une communication ouvertement critique dans la continuité de ses précédents travaux. En 1996 toujours, Xavier Fauvelle a publié un livre sur Cheikh Anta Diop conçu comme un bilan critique.

## Hommages

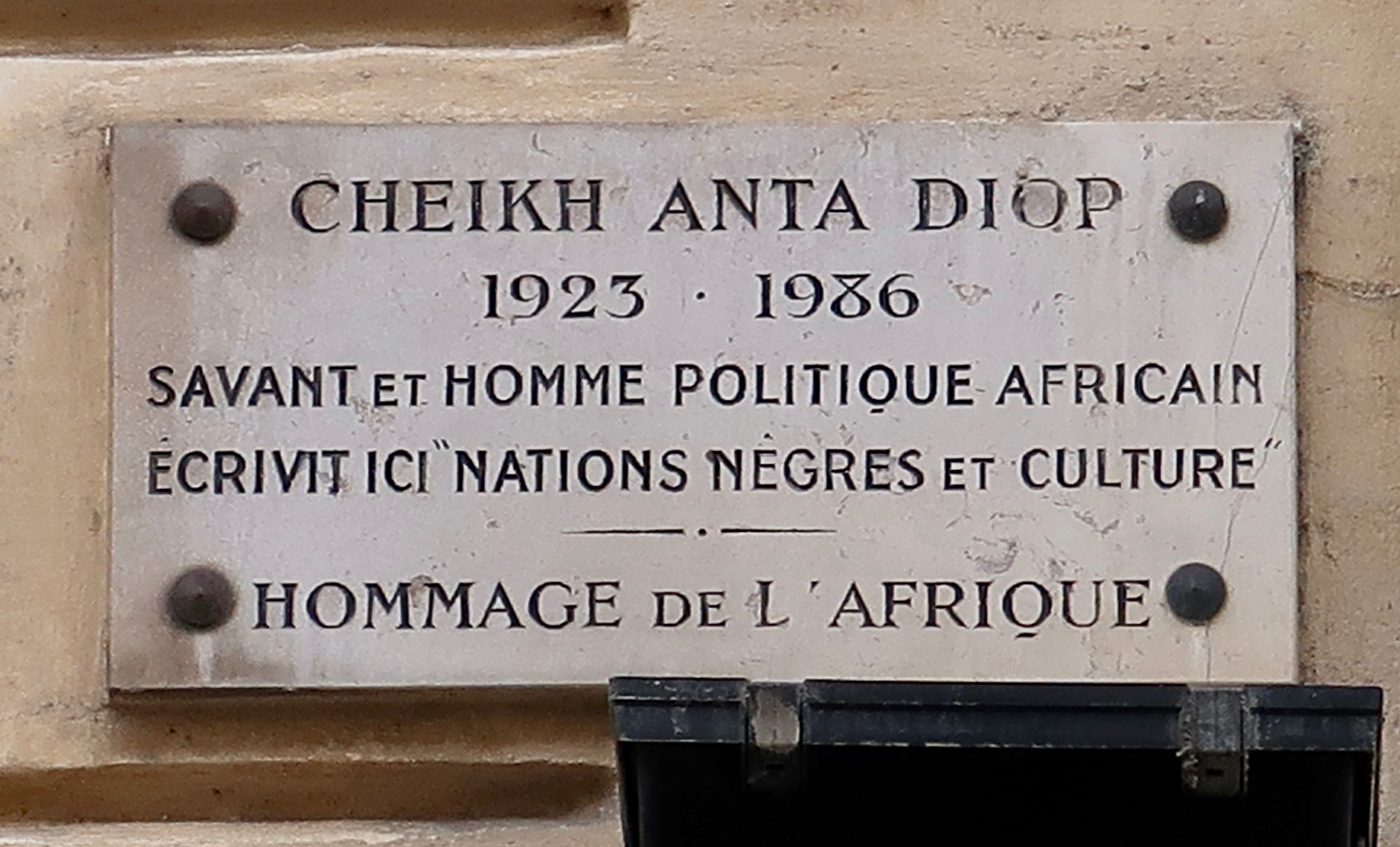
Plaque commémorative, 31 rue des Écoles (Paris).

- L'université de Dakar porte le nom d'université Cheikh-Anta-Diop, depuis mars 1987.
- Le 8 février 2008, le ministre de la Culture du Sénégal Mame Biram Diouf inaugure un mausolée perpétuant la mémoire du chercheur à Thieytou, son village natal où il repose[107]. Ce mausolée figure sur la liste des monuments et sites historiques au Sénégal.
- Une plaque commémorative lui rend hommage au 31 rue des Écoles (5e arrondissement de Paris). Elle indique : « Cheikh Anta Diop (1923-1986), savant et homme politique africain, écrivit ici Nations nègres et Culture. Hommage de l'Afrique ».

## Œuvres
- Nations nègres et culture : de l'Antiquité nègre égyptienne aux problèmes culturels de l'Afrique noire d'aujourd'hui, 1954,  (ISBN 2708706888).
- L'Unité culturelle de l'Afrique noire, 1959,  (ISBN 2708704060)
- L'Antiquité africaine par l'image, Paris, Présence africaine  (ISBN 2708706594).
- L'Afrique noire précoloniale. Étude comparée des systèmes politiques et sociaux de l'Europe et de l'Afrique noire de l'Antiquité à la formation des États modernes  (ISBN 2708704796).
- Les Fondements culturels, techniques et industriels d'un futur État fédéral d'Afrique noire, 1960 ; réédité par Présence africaine sous le titre Les fondements économiques et culturels d'un État fédéral d'Afrique Noire, 2000,  (ISBN 2708705350).
- Antériorité des civilisations nègres : mythe ou vérité historique ?, Paris, Présence Africaine, 1967,  (ISBN 2708705628).
- Parenté génétique de l'égyptien pharaonique et des langues négro-africaines, Dakar-Abidjan, Nouvelles éditions africaines, 1977
- Civilisation ou Barbarie, Paris, Présence africaine, 1981,  (ISBN 2708703943).
- Nouvelles recherches sur l'égyptien ancien et les langues africaines modernes, Paris, Présence africaine, 1988 (ouvrage posthume).